# Cinta métrica

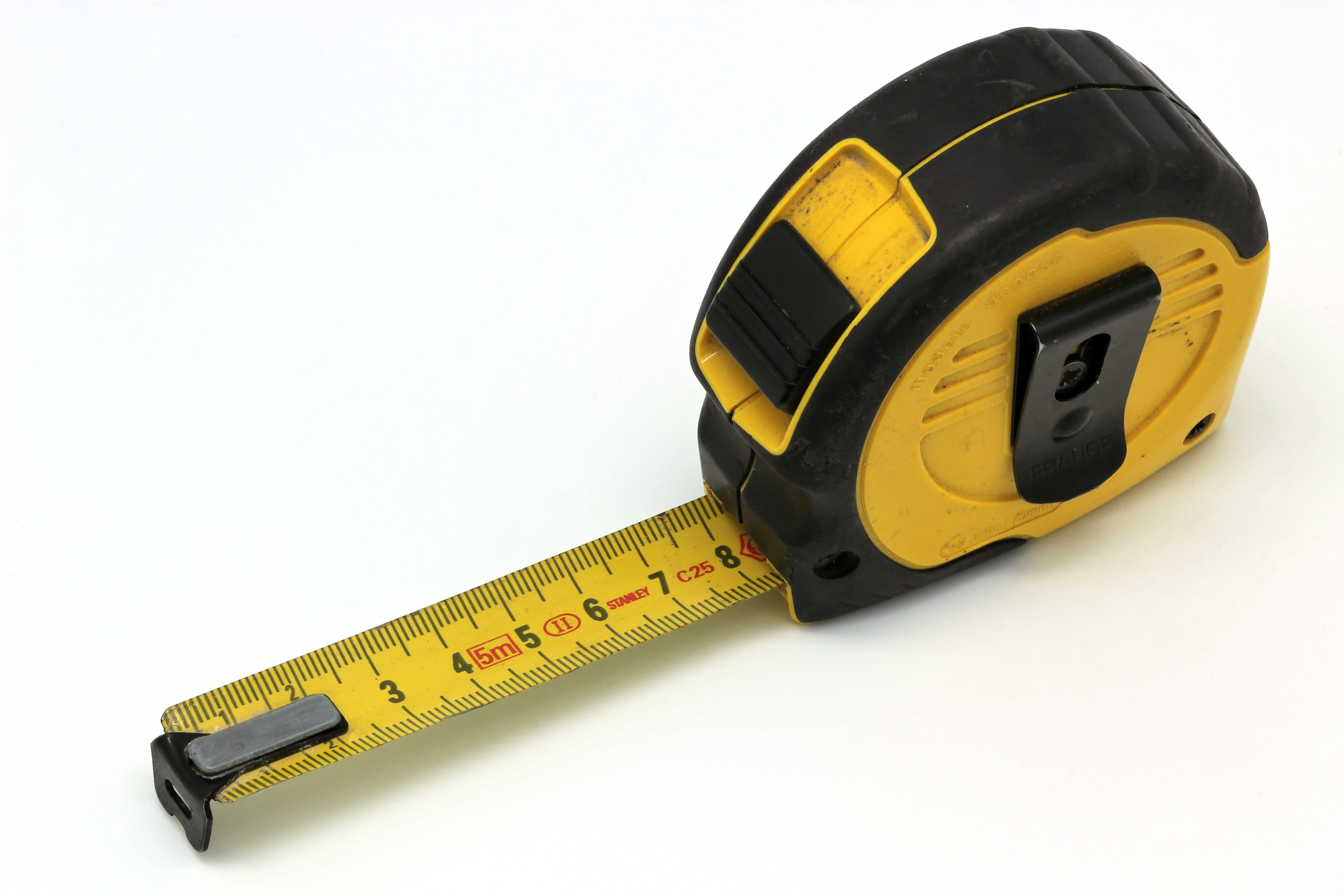
Cinta métrica extensible

Una cinta métrica, flexómetro, güincha, lienza, o simplemente metro, es un instrumento de medición auto enrollable que sirve para medir longitudes en superficies rectas o curvas.

## Metro de carpintero o plegable

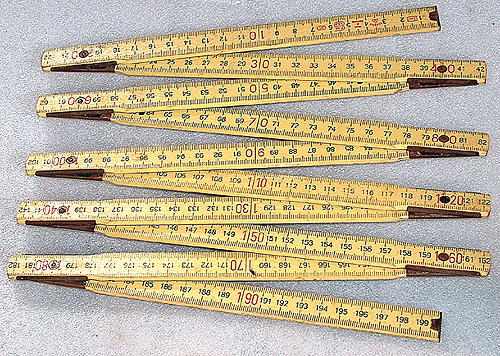
Un metro de carpintero (2 m)

El metro de carpintero o metro plegable es un instrumento de medida de uno o dos metros de largo con segmentos plegables de 20 cm. Antiguamente era de madera o incluso de metal (plancha de aluminio o de acero), aunque hoy en día se hacen de plástico (nailon) o fibra de vidrio. Es de uso común en carpintería y en construcción. Tiene la ventaja de su rigidez y de que no se debe desenrollar.

## Cinta de costurero

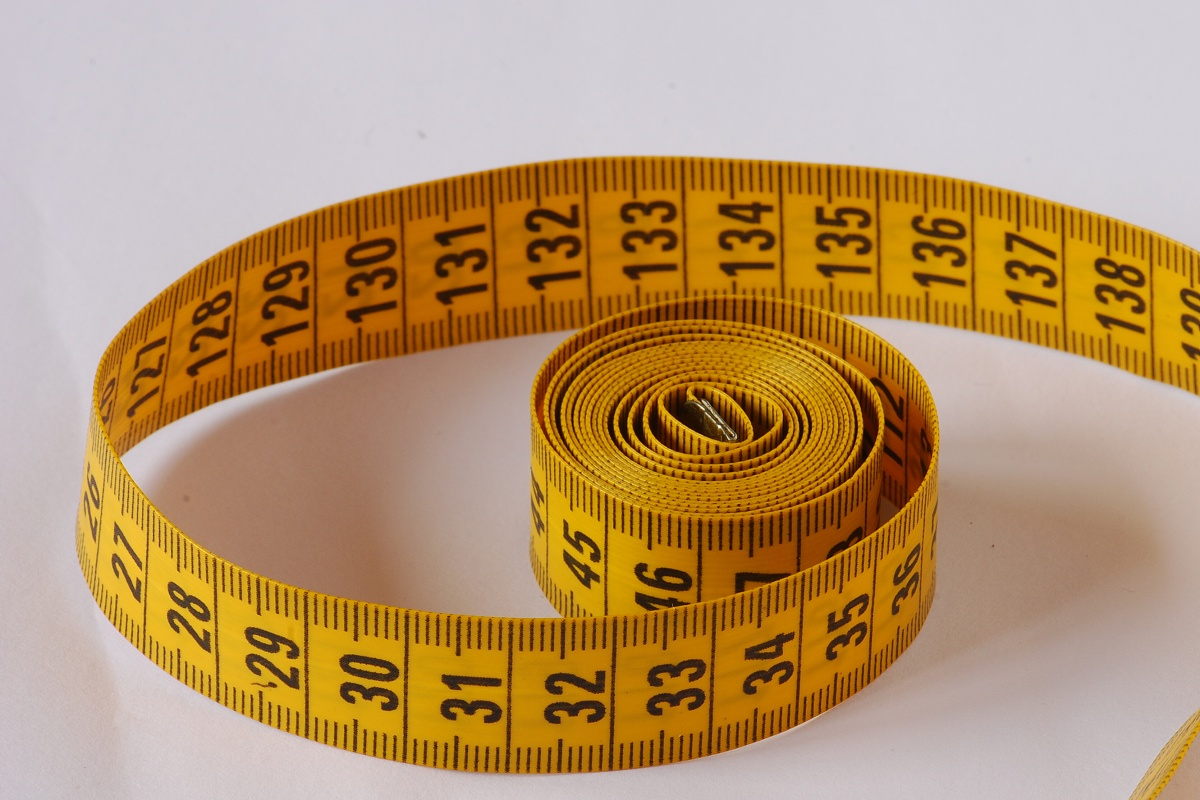
Una cinta de medir de costurera

Las cintas o metros de costurera más sencillas son de tela o plástico; en todo caso, material muy flexible que se adapta a las prendas de vestir durante el proceso de confección. La longitud más frecuente es 1,5 m (en el sistema anglosajón miden 60 pulgadas, que equivalen a 1,52 m).
Están marcadas por las dos caras; el inicio de la numeración en una cara coincide con el final de la numeración en la otra cara; así siempre se puede obtener una medida, independientemente del extremo que se elija como origen. Se utilizan tanto en alta costura como en corte y confección.

## Flexómetro

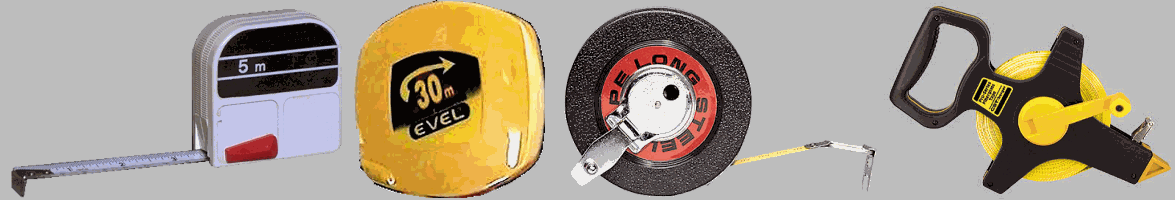
Diferentes modelos de cintas métricas

Las cintas de agrimensor se construían únicamente en acero, ya que la fuerza necesaria para tensarla podría producir su deformación si estuvieran construidas en un material menos resistente a la tracción. Casi han dejado de fabricarse en este material tan pesado y las actuales suelen ser de fibra de vidrio, material más ligero y de iguales prestaciones.
Las más pequeñas son centimétricas e incluso algunas milimetradas, con las marcas y los números pintados o grabados sobre la superficie de la cinta, mientras que las de agrimensor están marcadas mediante remaches de cobre o bronce fijos en la cinta cada 2 dm, utilizando un remache algo mayor para los números impares y un pequeño óvalo numerado para los números pares.
En general están protegidas en un rodillo de latón o PVC. Las de agrimensor tienen dos manijas de bronce en sus extremos para su exacto tensado y es posible deshacer completamente el rodillo para mayor comodidad.
Los flexómetros de chapa metálica cuya cubierta exterior es de acero inoxidable en Venezuela se los conoce como metro de albañil, especialmente si son de los de 5 metros. Algunos modelos vienen con un nivel incorporado.

## Medidas con cinta métrica
En el caso de que la distancia a medir sea mayor que la longitud de la cinta, en agrimensura se puede solucionar este inconveniente aplicando lo que se denomina "Procedimiento Operativo Normal" (PON).
En el procedimiento se encuentra ayuda con hitos y un juego de fichas o agujas de agrimensor (pequeños pinchos de acero, generalmente unidos a un anillo de transporte).